# Хтей Тарас Юрійович
Тарас Юрійович Хтей (рос. Тарас Юрьевич Хтей, *22 травня 1982, с. Забужжя, Сокальський район, Львівська область, Українська РСР) — український та російський волейболіст. Олімпійський чемпіон 2012 року. Зріст — 205 см. Вага — 109 кг. Нападник. Різноплановий гравець, нападник другого темпу (Діагональний). Володів потужною подачею та високим блоком.

## Життєпис
Уродженець села Забужжя Сокальського району Львівської області. Батько — волейболіст, мати — баскетболістка, закінчили Львівський державний інститут. Тарас Хтей, будучи юнаком, займався різними видами спорту, але зрештою, пішовши шляхом свого батька — майстра спорту з волейболу — обрав волейбол. Тренуватися починав в одній зі спортивних шкіл Запоріжжя. У 14-річному віці, уперше опинившись в Москві на дитячо-юнацькому турнірі, познайомився з тренеркою Ольгою Григорівною Вербовою. Незабаром Т. Хтей продовжив удосконалювати свою майстерність у московській СДЮСШОР № 73. У 16 років потрапив до школи московського «Динамо». Одружившись з москвичкою, прийняв російське громадянство.
У 20 років став віце-чемпіоном світу-2002, бронзовий призер Олімпіади-2004.
2005 року Хтей разом зі збірною Росії став срібним призером чемпіонату Європи 2011, виграв Кубок світу, 2012 року — Олімпійський чемпіон.
На клубному рівні Тарас разом з МГТУ став чемпіоном Росії-2000/01, з «Бєлогор'єм» у 2008/09-му досяг звання володаря Кубка ЄКВ. Виступаючи у складі московського «Динамо», у сезоні-2004/05 був визнаний найкращим подавальником «Фіналу чотирьох» Євроліги.
Освіта — Московський державний соціальний університет, юридичний факультет.
Завершив спортивну кар'єру в травні 2017 року.
```
Зять російського волейбольного тренера 
Геннадія Шипуліна
.
```

## Виступи на Олімпіадах
| Олімпіада   | Дисципліна | Місце |
| ----------- | ---------- | ----- |
| Лондон 2012 | волейбол   | 1     |